# Niczonów
Niczonów – wieś sołecka w północno-zachodniej Polsce, położona w województwie zachodniopomorskim, w powiecie gryfickim, w gminie Karnice.
W latach 1946–1998 miejscowość administracyjnie należała do województwa szczecińskiego.
Według danych pod koniec 2004 roku wieś miała 98 mieszkańców.
Znajduje się tu siedziba leśnictwa.
Przez wieś przepływa rów wodny Janica.

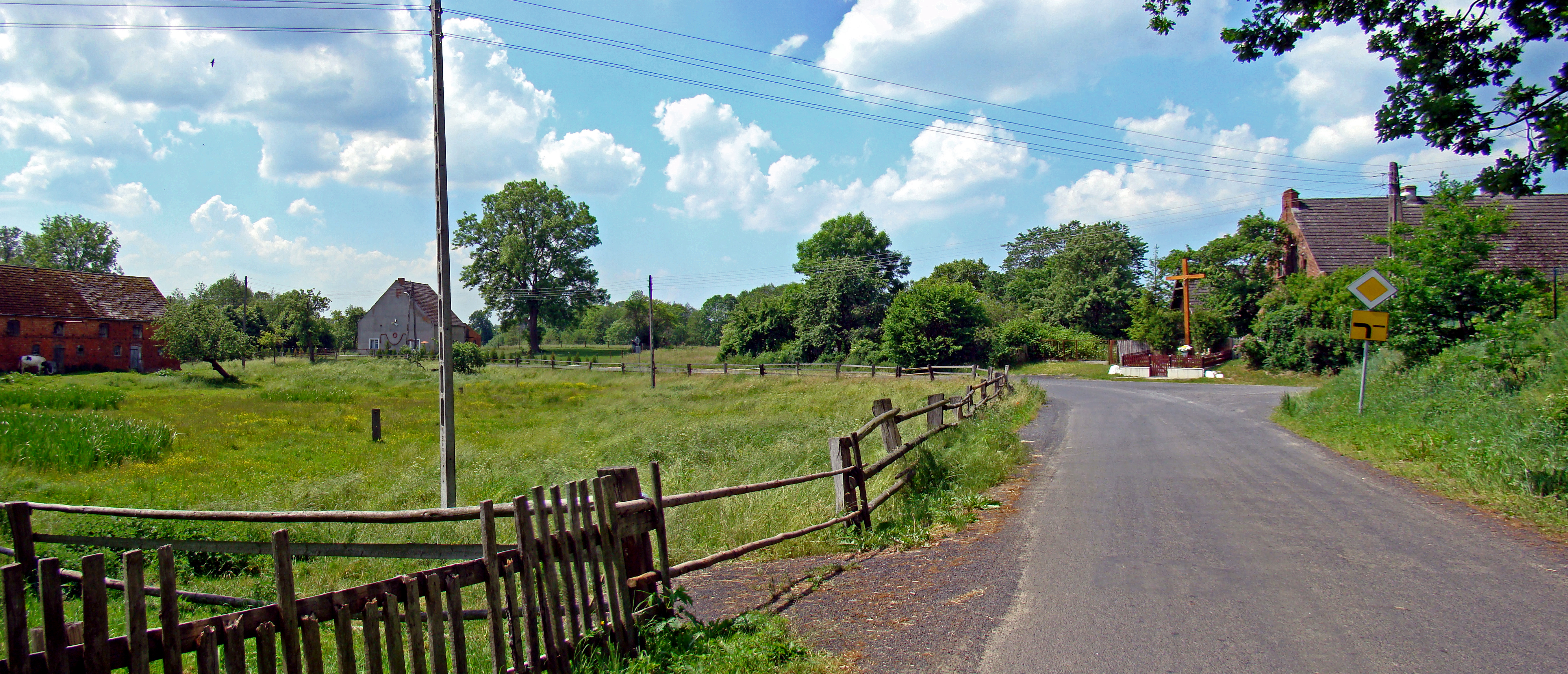
Niczonów, część środkowa
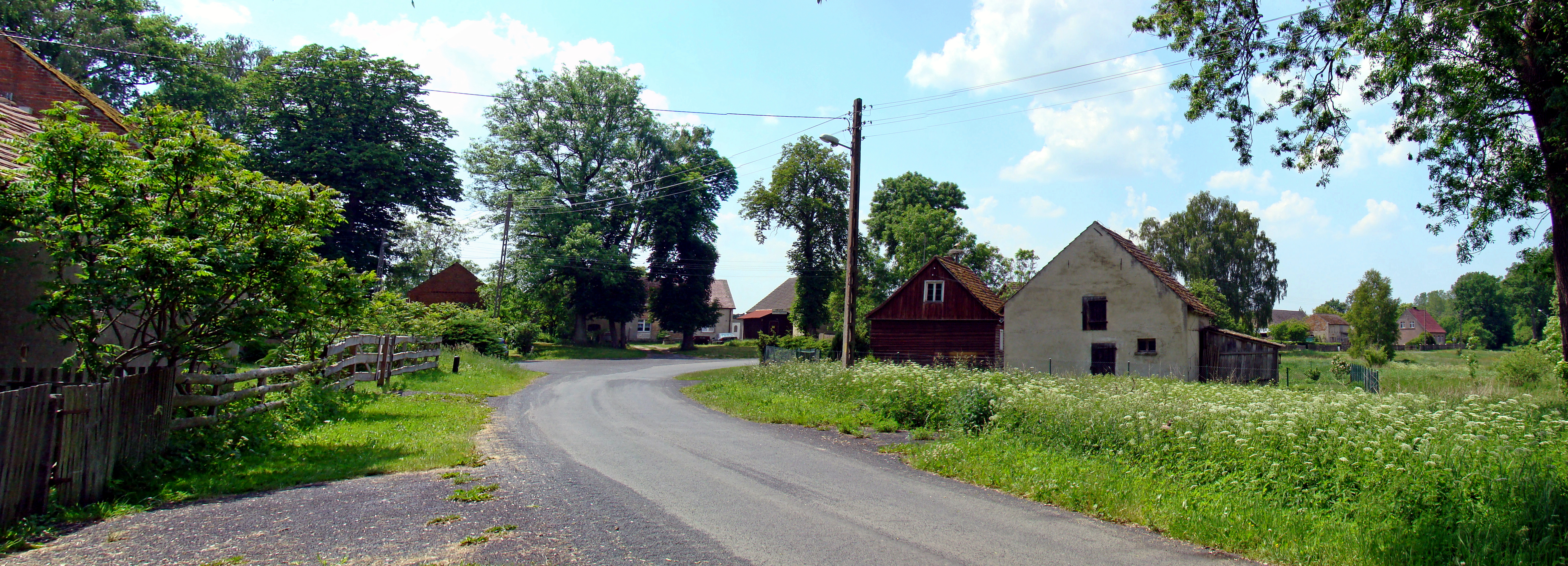
Niczonów, część zachodnia
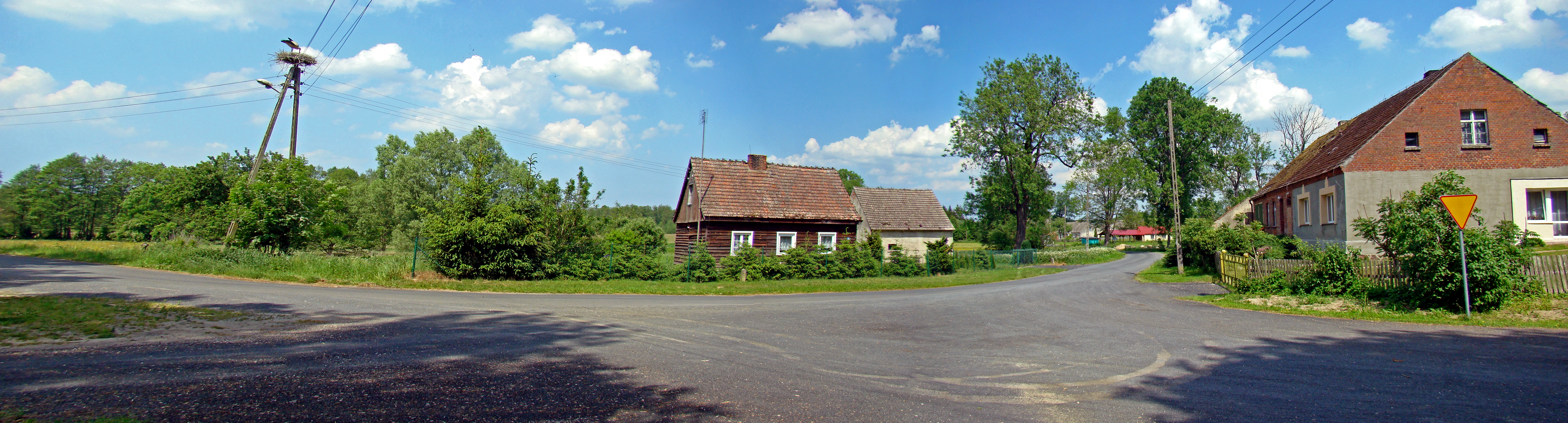
Niczonów, część zachodnia
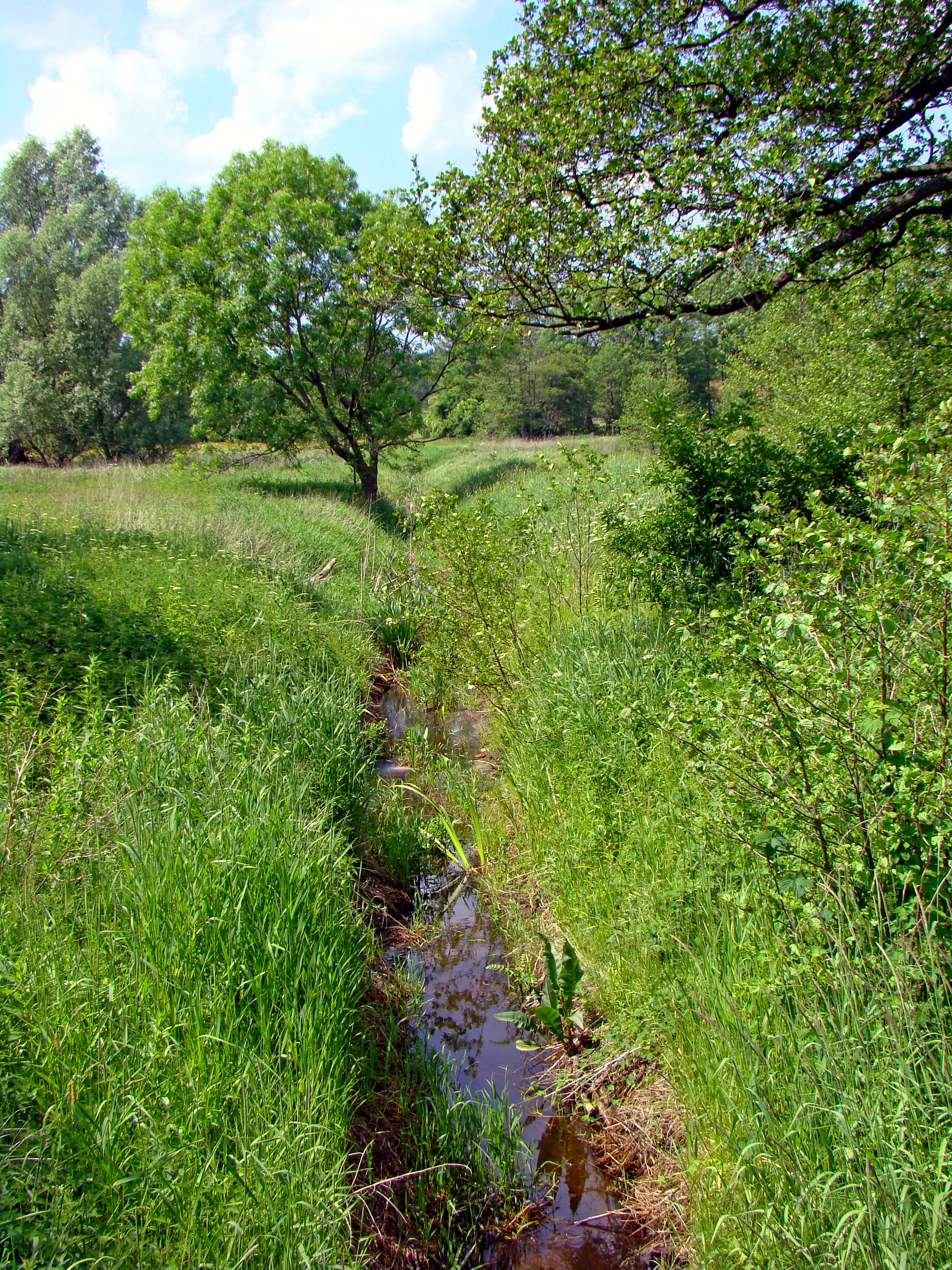
Janica w Niczonowie, w tle Niczonowska Puszcza